# Historia de Unamón

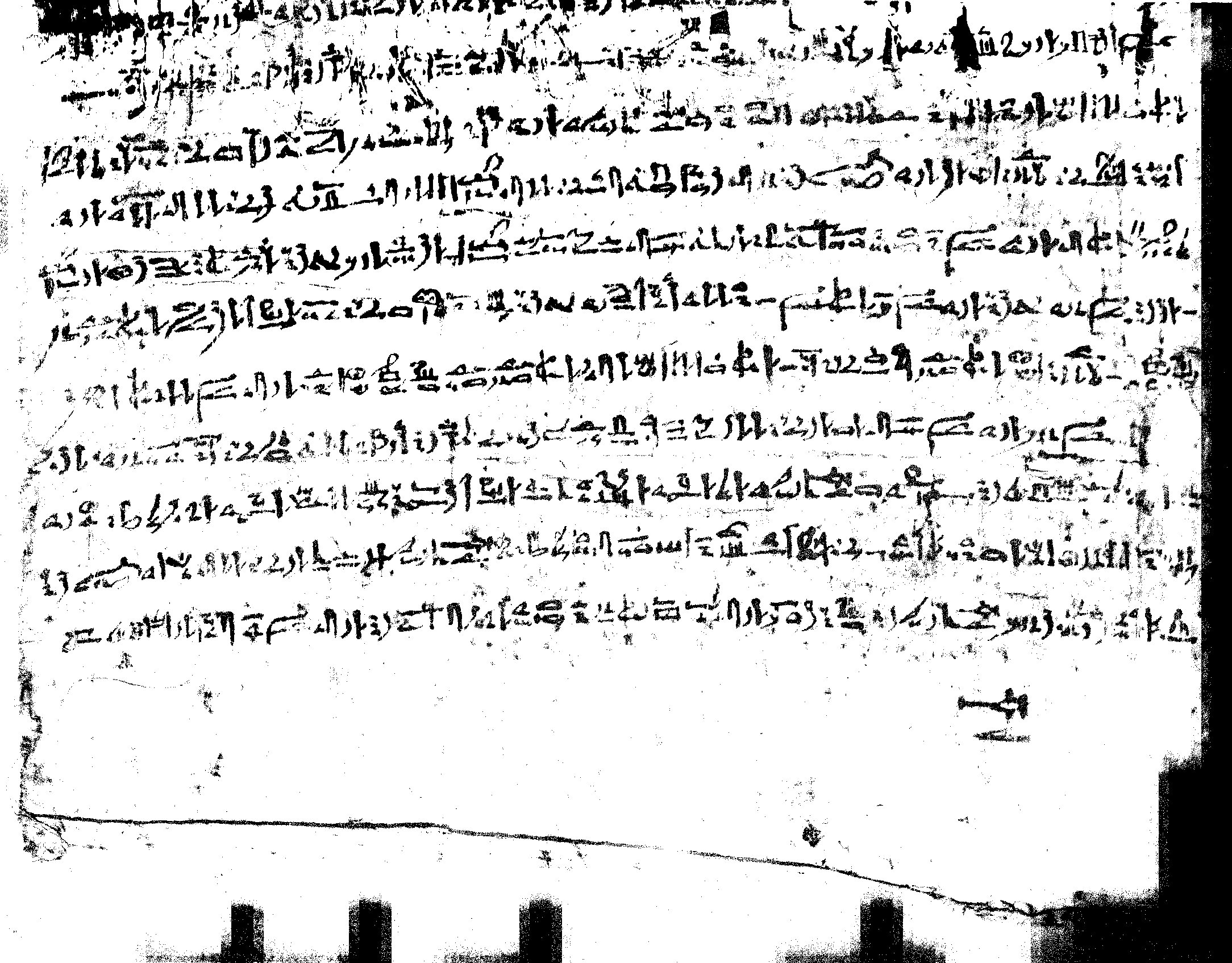
Papiro Pushkin 120, con la historia de Unamón.

La Historia de Unamón, también conocida con el nombre de las Aventuras de Unamón, o simplemente Unamón (Wenamun), es un texto egipcio escrito en hierático tardío. Se conoce este documento por una copia, incompleta, encontrada en 1890 en al-Hibah, en Egipto. Comprado en El Cairo por el egiptólogo ruso Vladimir Semyonovich Golenishchev, el papiro se depositó más adelante en la colección del Museo Pushkin, en Moscú, titulado oficialmente Papiro Pushkin 120. El texto hierático se publicó en 1960 en Korostovcev, y el texto jeroglífico fue publicado por primera vez en 1932 por Alan Gardiner. 

## Texto
El texto se sitúa en el año 5, probablemente el quinto año de «renacimiento» del faraón Ramsés XI, el décimo y último rey de la dinastía XX - período que corresponde al año 19 de su reinado. Egberts (1991) sugirió la hipótesis de que se trataba del quinto año de reinado de Esmendes I, el primer rey de la dinastía XXI. Esta teoría supone que el Sumo sacerdote Herihor sucedió a Pianjy (pero con orden normalmente invertido), y no encontró gran entusiasmo entre los egiptólogos. 
La historia comienza con la presentación del personaje principal, Unamón, sacerdote de Amón en Karnak. El Gran sacerdote Herihor le pide viajar a Biblos, ciudad fenicia, para encontrar madera (probablemente de cedro) para construir un nuevo barco sagrado con el fin de transportar en procesión a Amón. Después de haber visitado a Semenedes I, en Tanis, Unamón se detiene en el puerto de Dor, gobernado por el príncipe Beder de los Tyeker, (en egipcio tkr o skl, que se transcribe también como Tjekru, Sikil, Djekker o Sical) uno de los pueblos del mar
Unamón fue desvalijado durante esta corta pausa. Al llegar a Biblos, Unamón se asombró con la recepción que se le hizo. Después de haber conseguido audiencia con el rey Zakar-Baal, este último se negó a que le entregasen la madera pedida, pidiendo al contrario que el sacerdote pagase para obtenerla - una práctica contraria a la tradición. Unamón entonces tuvo que pedir a Esmendes más oro, un gesto humillante. Después de alrededor de un año de espera en Biblos, Unamón intentó dejar Egipto, pero el viento lo arrastró a Alashiya (Chipre), donde quisieron matarlo, antes de recibir la protección de la reina Hatbi. La historia se detiene aquí, aunque Unamón probablemente retornó a Egipto después de sus aventuras.

## Análisis
Durante mucho tiempo se pensó que la Historia de Unamón describía una realidad histórica, probablemente escrita por él mismo, narrando sus aventuras. Sin embargo, después de 1980, el análisis del texto y otros datos mostraron que se trataba de una ficción. Esta opinión es compartida por la mayoría de los egiptólogos que estudiaron este documento. 
El análisis literario, realizado por Egberts estudia el estilo, la ironía, la retórica de los diálogos, las imágenes, la reflexión política, teológica y cultural. Algunas características gramaticales particulares dejan traslucir también la naturaleza literaria del texto. Los estudios paleográficos datan el documento hacia la dinastía XXII, y la presencia de algunos anacronismos parecen certificar su origen tardío. Sin embargo, el texto parece contener elementos históricos de gran interés para los historiadores dedicados al estudio del Imperio Nuevo de Egipto y el Tercer Período Intermedio.

### Citas
1. ↑  Caminos: op. cit., pág. 1.
2. ↑  Egberts, op. cit., pág. 495.
3. ↑  Caminos: op. cit., pág. 3; Helck: op. cit., pág. 1215.
4. ↑  Sass: op. cit.